# Чжао Имань
Чжа́о Има́нь (кит. упр. 赵一曼, пиньинь Zhào Yīmàn; 1905 — 2 августа 1936) — китайская женщина, боец сопротивления против Императорской армии Японии в Северо-Восточном Китае, находившимся под оккупацией японского марионеточного государства Маньчжоу-го. В 1936 году была схвачена и казнена японскими войсками. Чжао Имань стала в Китае национальным героем, в 1950 году о ней снят одноименный биографический фильм. В 2005 году в Китае также был снят фильм Моя мать Чжао Имань, основанный на воспоминаниях её сына.

## Биография

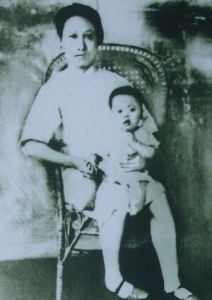
Чжао Имань и ее сын Чэнь Есянь

Чжао Имань, псевдоним Ли Кунтай, также известная, как Ли Ичао, родилась в 1905 году. После Мукденского инцидента была отправлена на северо-восток Китая, чтобы организовать там борьбу против японской оккупации. Сменила имя, взяв псевдоним Чжао Имань, что бы не пострадала ее семья.
В ноябре 1935 года Императорская армии Японии и войска Маньчжоу-го окружили второй полк 3-й китайской северо-восточной антияпонской Объединенной армии. Чжао, служившая в то время политруком полка, была тяжело ранена. Несколько дней спустя, японцы обнаружили Чжао в её доме. В ходе завязавшегося боя она была ранена и захвачена в плен. Чжао подверглась допросу. Учитывая важность попавшей в плен, японцы отправили ее в больницу на лечение. В больнице Чжао уговорила медсестру Хан Юни и охранника Дун Сяньсюнь помочь ей бежать. Побег оказался неудачным. Охранник Дун, который помогал Чжао бежать, был подвергнут физическому наказанию и скончался в тюрьме после пыток. За попытку побега, сама Чжао также была подвергнута пыткам.

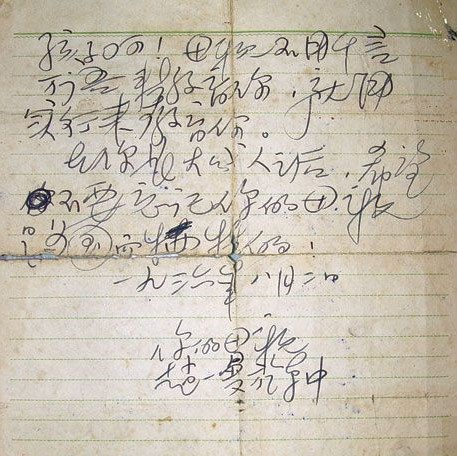
Последнее письмо Чжао к сыну с надписью: «Сын, твоя мать собирается учить тебя не словом, а делом. Когда вырастешь, не забудь, что твоя мать принесла свою жизнь в жертву ради страны!»

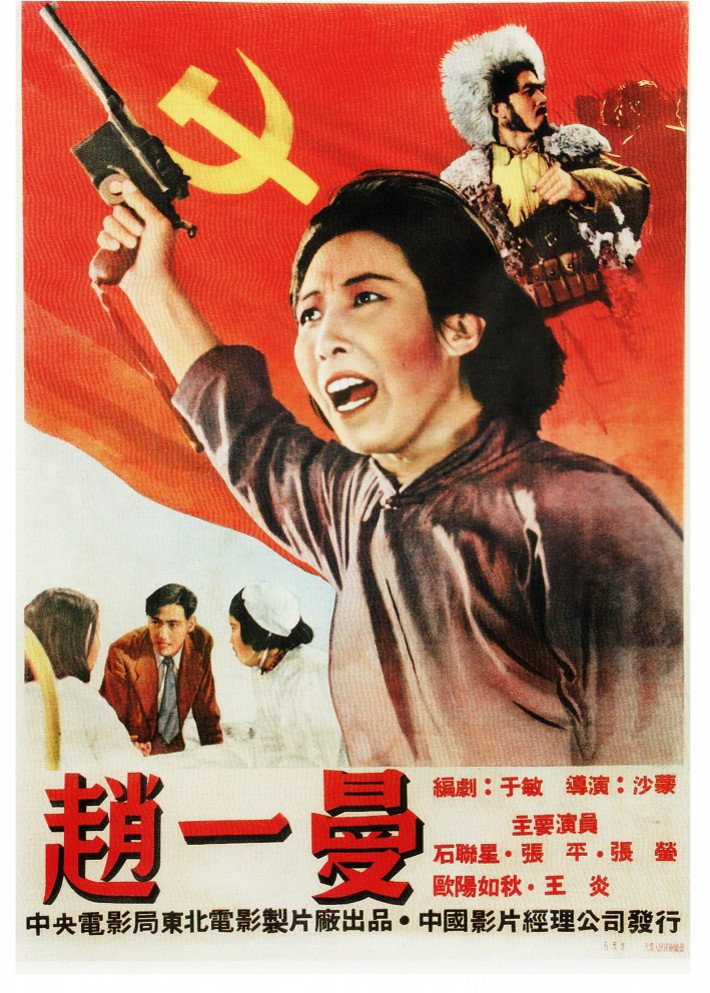
Рекламный плакат 1950 года к фильму Чжао Имань

2 августа 1936 года японцы казнили Чжао. Перед казнью она написала прощальное письмо сыну, которое сохранилось (см. фото).
Ее сын, Чэнь Есянь (1928—1982), в 1955 году окончил Китайский народный университет, в 1982 году покончил с жизнью самоубийством. Две ее внучки живут за границей.